# Siluosaurus
Siluosaurus zhanggiani is een plantenetende ornithischische dinosauriër, behorend tot de groep van de Euornithopoda, die tijdens het vroege Krijt leefde in het gebied van de Volksrepubliek China.
De soort is in 1997 benoemd en beschreven door Dong Zhiming. De geslachtsnaam is afgeleid van het Chinese si lu, 丝路, "zijderoute", de historische handelsweg nabij de vindplaats. De soortaanduiding eert Zhang Qian, de beroemde Chinese diplomaat en ontdekkingsreiziger uit de tweede eeuw v. Chr. die langs deze weg gereisd heeft.
De syntypen, specimina IVPP V.11117 (1-2), zijn tijdens de Chinees-Japanse Zijderoute-expeditie in 1992 bij Mazongshan in de provincie Gansu gevonden in onderste lagen van de Xinminpugroep die dateren uit het Barremien-Aptien, ongeveer 125 miljoen jaar oud. Het betreft twee tanden, een uit de voorkant en een uit de achterkant van de bovenkaak. Het is niet zeker of de tanden bij elkaar horen en gezien de beperkte resten beschouwen de meeste onderzoekers de soort als een nomen dubium.
De twee tanden verschillen nogal van elkaar in vorm. Die uit de voorste bovenkaak, door Dong gezien als afkomstig uit de praemaxilla, is recht, lansvormig en smal met een lengte van zeven millimeter en een breedte aan de basis van 2.2 millimeter. De punt van de tandkroon is niet naar achteren gebogen en ook niet naar binnen; de buitenzijde van de tand is ongeveer even dik als de binnenkant en beide zijden zijn glad op een driehoekige centrale richel op de buitenkant na. De basis van de kroon heeft een insnoering en de tandwortel is lang en cilindervormig. De tweede tand, volgens Dong uit een meer achterwaartse positie, in het bovenkaaksbeen, is asymmetrisch en naar binnen gebogen. De buitenzijde is bol met een centrale richel en lagere verticale richels die niet tot aan de tandbasis reiken, de binnenzijde is vlak en draagt vijf verticale richels die tot aan de wortel doorlopen zonder een centrale hoofdrichel. De tand is met 4,2 millimeter hoger dan breed, 3,7 millimeter. De tandbasis heeft een cingulum ofwel verdikking.
Volgens Dong was Siluosaurus de kleinste ornithopode die ooit ontdekt was maar de tanden zijn niet extreem klein; wel betreft het een klein dier van zo'n anderhalve meter lengte.
Siluosaurus werd door Dong in de Hypsilophodontidae geplaatst. Tegenwoordig wordt dit gezien als een onnatuurlijke (parafyletische) groep en ziet men Siluosaurus als vermoedelijk een basaal lid van de Euornithopoda.